# Agonges
Agonges é uma comuna francesa na região administrativa de Auvérnia-Ródano-Alpes, no departamento de Allier.

## Demografia
Em 2006 Agonges apresentava uma população de 371 habitantes, distribuídos por 157 lares.
| 1962 | 1968 | 1975 | 1982 | 1990 | 1999 | 2006 | - | - |
| --- | ---- | ---- | ---- | ---- | ---- | ---- | - | - |
| 474 | 437  | 385  | 327  | 300  | 357  | 371  | - | - |
| Para os censos de 1962 a 2006 a população legal corresponde à popolução sem duplicidades, segundo define o INSEE. |      |      |      |      |      |      |   |   |